# 오사와촌 (가나가와현)
오사와촌(일본어: 大沢村)은 1889년 4월 1일부터 1941년 4월 29일까지 존재했던 일본 가나가와현 고자군의 촌이다. 현재의 사가미하라시 미도리구의 일부에 해당한다.

## 역사
- 1889년 4월 1일 - 정촌제 시행에 의해 고자군 오사와촌이 성립하였다
- 1941년 4월 29일 - 아사미조촌, 아라이소촌, 아이하라촌, 오노촌, 가미미조정, 사마정, 다나촌과 합병해, 사가미하라정이 성립하여, 동일 오사와촌은 폐지되었다.
- 1954년 11월 20일 - 사가미하라정이 정으로 승격해 사가미하라시가 되었다.

## 교통

### 철도
- 사가미 철도 (본 노선은 현 동일본 여객철도)
  - 사가미선

## 참고 문헌
- 角川日本地名大辞典編纂委員会,『角川日本地名大辞典 神奈川県』1984, 角川書店